# ハブリエル・メツー
ハブリエル・メツー、またメッツ、メチュー、メチュ（Gabriël Metsu [ˈɣaːbrijɛl ˈmɛtsy], 1629年1月 -　1667年10月24日に埋葬された）は、オランダの画家。父はライデンで活躍したフランドル画家ジャック・メツー（1588年頃-1629年）。ハブリエルは3度目の妻との間にできた子であった。

## 生涯
17世紀末に画家たちの伝記を残したアルノルト・ホウブラーケンによれば、初期の作品でこの事を裏付けるものはないものの、ヘラルト・ドウに絵を学んだとされる。彼はライデンで、ヤン・ステーンやフランス・ファン・ミーリスから影響を受けた。 
メツーはライデンで画家組合の一員として登録された。1649年まで組合員であったことを示している。ライデンでは、メツーは朝6時に売春宿を出て、売春婦をアカデミーに連れて行った事があると言われている。1650年には組合としての登録を辞めたようである。1653年にはアムステルダムへ移り住んだ。アムステルダムへ移る前、ユトレヒトでメツーはヤン・ウェーニクスとニコラウス・クニュプファーに絵画を学んだ。
メツーは自身で鶏肉を売るPrinsengrachtの小路で暮らした。隣近所ともめたあと、毎日野菜市場のたつ運河沿いへ引っ越した。1658年に、陶工の父と画家の母を持つイザベラ・デ・ヴォルッフと結婚（イザベラの叔父はハールレム出身の画家ピーテル・デ・グレッベルである）。1661年頃、メツーはアムステルダムの繊維商ヤン・ヒンローペンの庇護を受け、流行の品物に囲まれたヒンローペン一家の絵を何度か描いた。メツーが死ぬと、未亡人となったイザベラは母親と一緒にエンクハウゼン（現在北ホラント州の町）へ移った。

## 作品
メツーの初期の作品の一つ『ラザロ』（ストラスブール美術館蔵）はヤン・ステーンの影響を受けている。また、レンブラントの影響を受け、彼はルーヴルにある1653年の大作『不義を犯す女』を描いた。同じ頃に描かれた作品には『ハガルの出発』、シュヴェリン・ギャラリー所蔵の『寡婦の寄付』がある。しかし彼はおそらく、宗教的題材が自分の意に沿わないと気づいたか、より自分に合っている他の題材へ転換した。ある時彼は、フランス・ハルスの『魚屋にいる女』でのロンズデール卿の肖像から学んだ、快活さと大胆な画法に深く感銘をうけた。メツーは好んで市民の家庭生活から主題を選び、その新鮮な色彩感と、穏やかで優しい画風のうちに、素朴で優しい情趣を漂わせ、親しみやすい作品を描き続けた。この画家の筆遣いに関して18世紀ドイツの画家・文筆家クリスチャン・ルートヴィッヒ・フォン・ハーゲドルンは、17世紀オランダ派の画家である「ヘラルト・テル・ボルフほど繊細ではない」が、「より柔らかい」と評している。

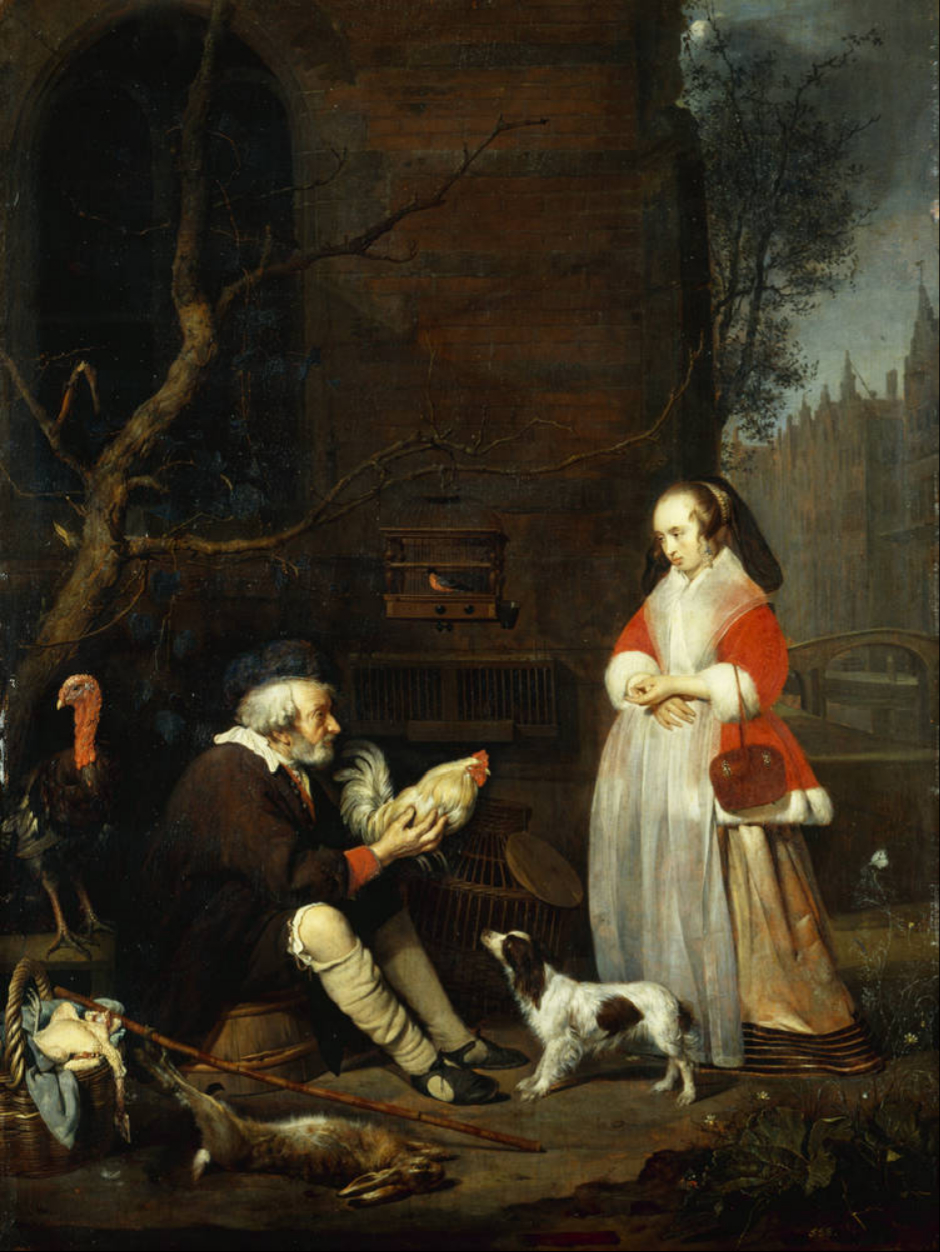
『鳥売りの男』オーク材の板に油彩、1662年、アルテ・マイスター絵画館、ドレスデン

### 作品研究：『鳥売りの男』（アルテ・マイスター絵画館、ドレスデン）
屋外を舞台に、画面左に老人が座って売り物の鶏を差出し、右に女性がたってそれを見ている。老人の黒い上着と青い帽子の暗色系の色調は、女性の衣服の赤、白、黄色とコントラストをなしている。女性の衣服の上等な布地が放つ光沢と毛皮の質感、鳥類の羽毛や動物の毛並が緻密な筆の運びにより巧みに描き分けられている。後景の建築物についても、画家はオランダの家屋の正面上部に特有の階段状の輪郭を明確に描いている。

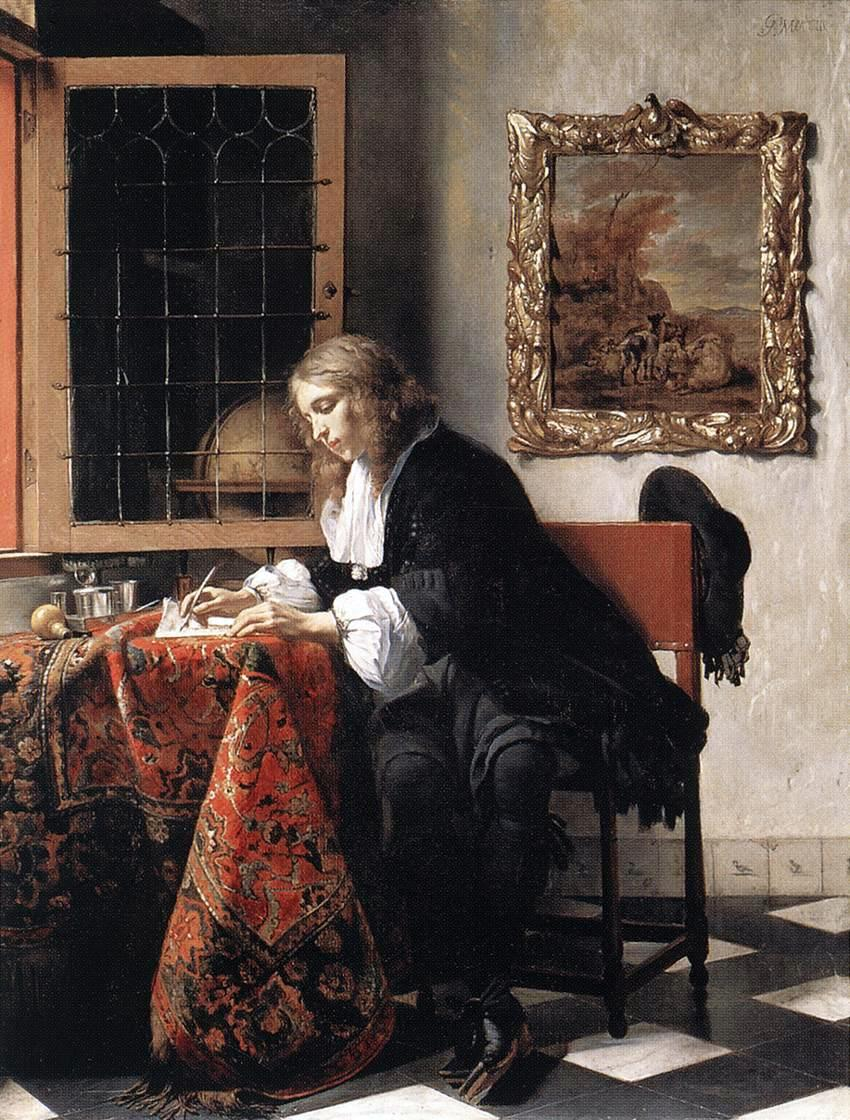
『手紙を書く男』（1662年-1665年）、アイルランド国立美術館所蔵

## 主要作品
- 『病気の子供』(1660年頃) アムステルダム国立美術館
- 『レースを編む女』(1661-1664年頃) アルテ・マイスター絵画館 (ドレスデン)
- 『手紙を書く男』(1665-1667年頃) アイルランド国立美術館 (ダブリン)
- 『手紙を読む女』(1665-1667年頃) アイルランド国立美術館 (ダブリン)

## 註
1. ↑  『メッツ』 - コトバンク
2. ↑  ドレスデンとライプツィヒの美術アカデミー院長となるハーゲドルンが行ったメツーの様式に関するこの批評は著作『絵画に関する省察』（ドイツ語原語版：1762年にライプツィヒで刊行）で述べられている（ここでは以下のフランス語版該当箇所を参照。Christian Ludwig von Hagedorn, Réflexions sur la peinture, t. I, Leipzig, 1775, p. 399.）。

## 参照
- Robinson, F.W. (1974) Gabriel Metsu (1629-1667) a Study of His Place in Dutch Genre Painting of the Golden Age.
- Stone-Ferrier, L. (1989) Gabriel Metsu's Vegetable Market at Amsterdam: seventeenth century Dutch market paintings and horticulture. In: Art Bulletin Jrg. 71 (1989), nr. 3 (september)
- Waiboer, A. (2005) The early years of Gabriel Metsu. In: The Burlington Magazine, No. 1223, Vol. CXLVII, p.80-90.

## ギャラリー

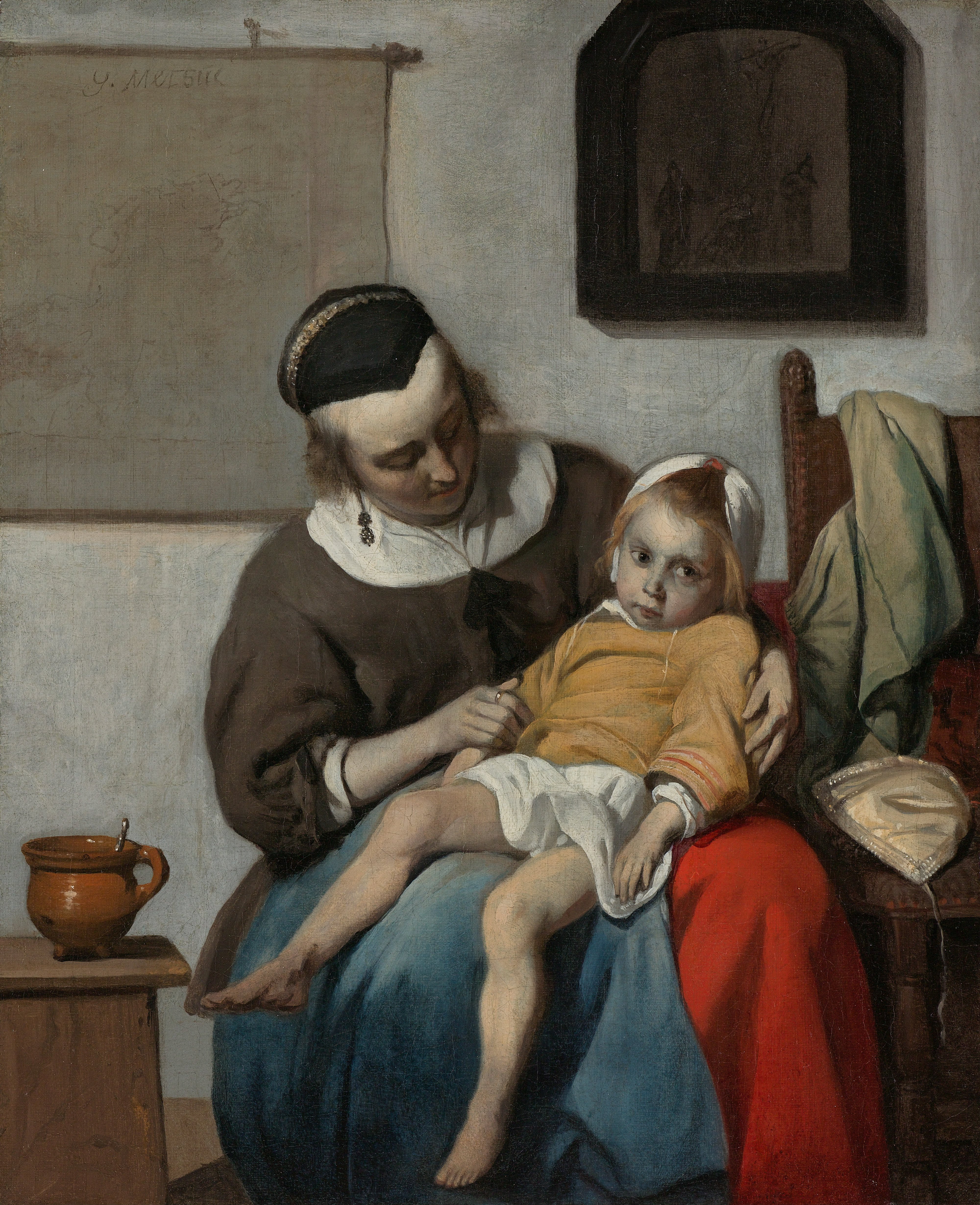
『病気の子供』(1660年頃) アムステルダム国立美術館
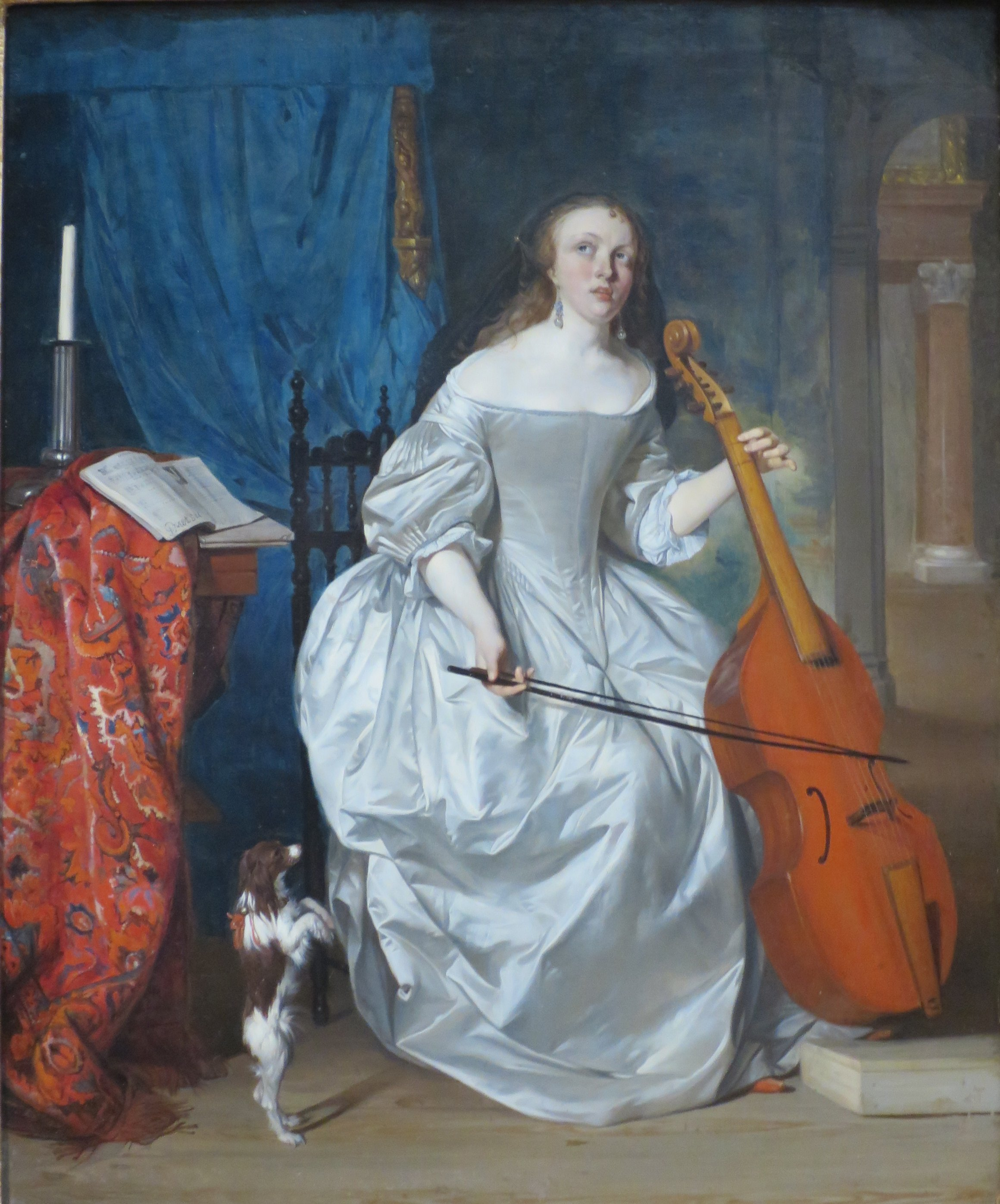
『ヴィオラ・ダ・ガンバを弾く女』(1663年)
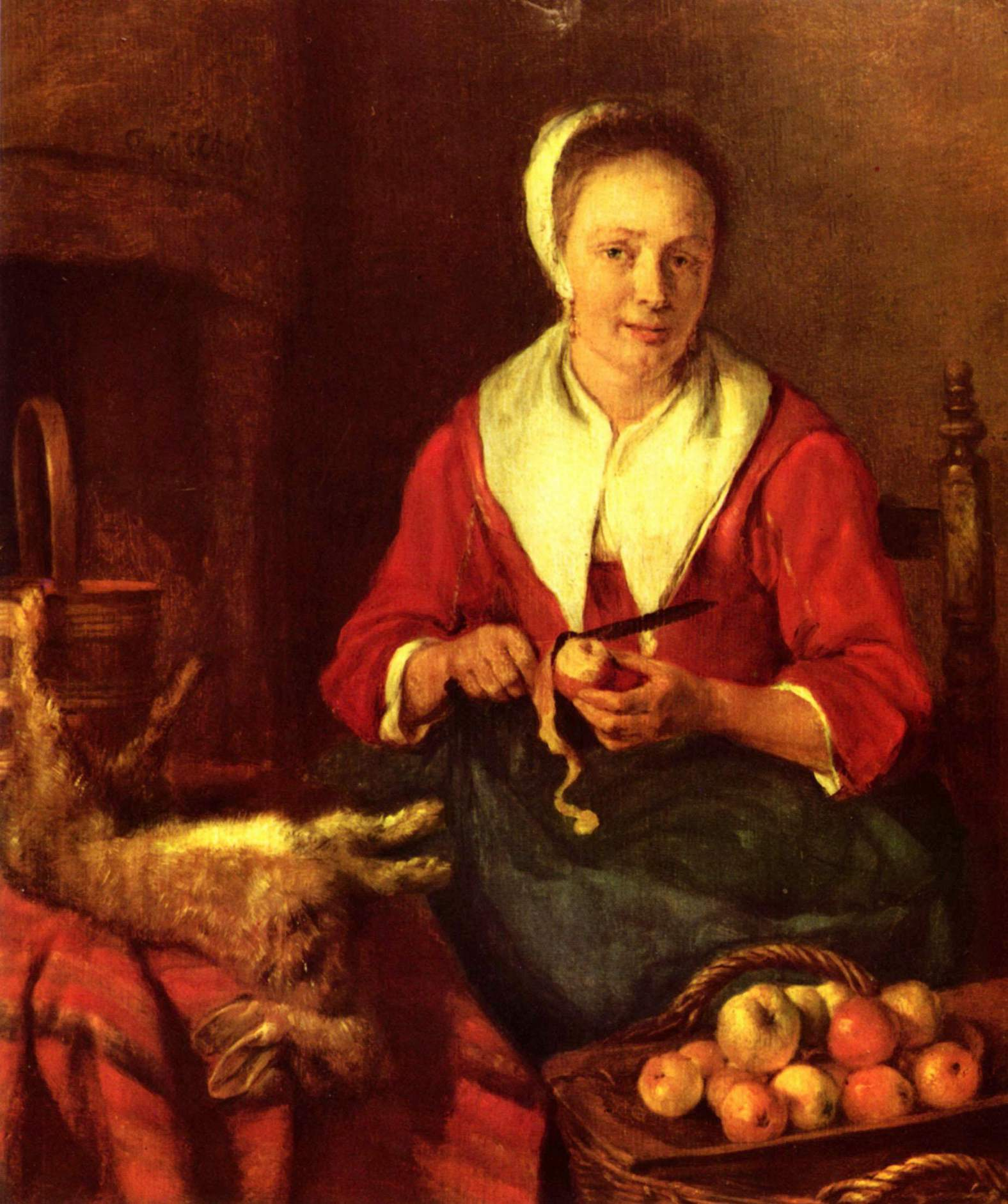
『リンゴの皮をむく女』
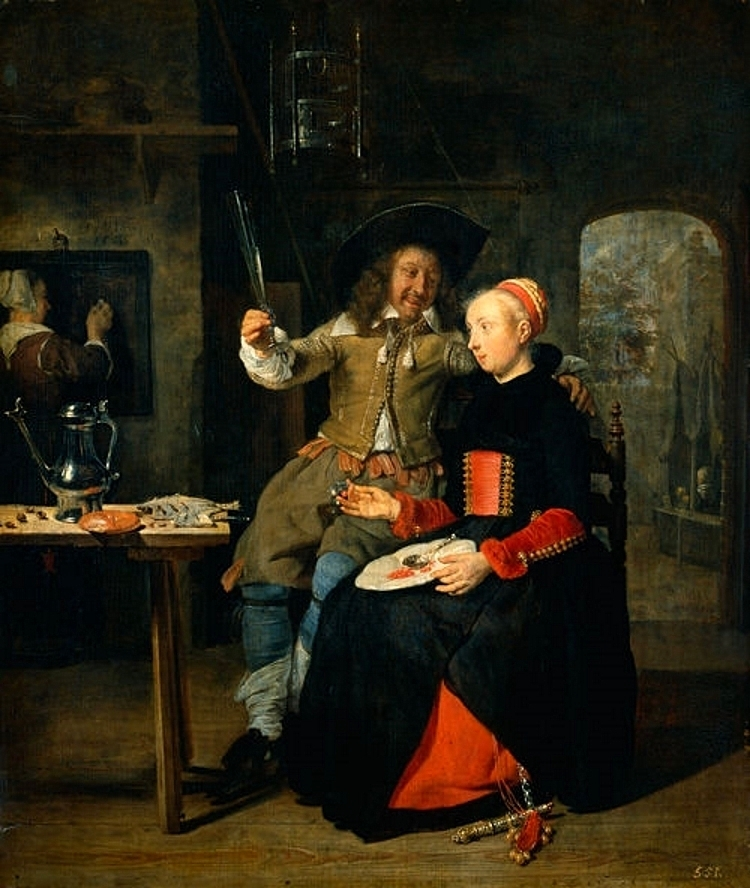
『居酒屋での画家とその妻イサベラ・デ・ウォルフの肖像』 (1661年) アルテ・マイスター絵画館 (ドレスデン)